# Алваново
Алваново је село у општини Трговиште у Бугарској. Према подацима од 21.07.2005. године има 176 становника, који су махом етнички Бугари, има 15—20 Рома.